# Bârz, Caraș-Severin
Bârz este un sat în comuna Dalboșeț din județul Caraș-Severin, Banat, România.